# Han-sur-Meuse
Han-sur-Meuse (in vallone Han-so-Mouze) è un comune francese di 272 abitanti situato nel dipartimento della Mosa nella regione del Grand Est.

## Società

### Evoluzione demografica
Abitanti censiti